# راي أوستن
راي أوستن (بالإنجليزية: Ray Austin)‏ هو كاتب سيناريو وروائي ومخرج وممثل بريطاني، ولد في 5 ديسمبر 1932 بلندن في المملكة المتحدة.

## أعمال

### أفلام
- (1963) كبار الزوار

### مسلسلات
- ماجنوم بي آي

## وصلات خارجية
- راي أوستن على موقع IMDb (الإنجليزية)
- راي أوستن على موقع ألو سيني (الفرنسية)
- راي أوستن على موقع أول موفي (الإنجليزية)
- راي أوستن على موقع قاعدة بيانات الأفلام السويدية (السويدية)
- راي أوستن على موقع قاعدة بيانات الفيلم (الإنجليزية)
- راي أوستن على موقع كينوبويسك (الروسية)